# سرعوف عربي
سرعوف عربي أو سرعوف الزهرة المصري أو سرعوف شوكي أو سرعوف زهرة الشيطان (الاسم العلمي Blepharopsis mendica)، حشرة من السراعيف العنقصية. توجد في شمال أفريقيا، وأجزاء من البحر الأبيض المتوسط،الشرق الأوسط وجنوب آسيا، وجزر الكناري. تطول حوالي 60 مم. ثوبها أخضر منقط بالأبيض. هي مفترسة للحشرات الأخرى. البالغات تستطيع أن تدور الرأس والصدر إلى جهة واحدة، ولكن حركتها قليلية.

## الانتشار الجغرافي
أفغانستان، مصر، الجزائر، إثيوبيا،الهند،إيران، فلسطين (توضيح)،الأردن، جزر الكناري، ليبيا، لبنان،المغرب، موريتانيا،النيجر، عمان (مدينة)، باكستان، الصومال، السودان، تشاد، تونس (مدينة)، تركيا، قبرص